# بازسازی جنگل

در دهه ۱۹۸۰، سازمان‌های حفاظت از محیط زیست هشدار دادند که پس از نابودی، جنگل‌های استوایی هرگز نمی‌توانند بازسازی شوند. سی سال تحقیق بازسازی اکنون این موضوع را به چالش می‌کشد: الف) این جایگاه در پارک ملی Doi Suthep-Pui، شمال تایلند جنگل‌زدایی شد، بیش از حد کشت شد و سپس سوخت. کنده درخت سیاه یکی از درختان اصلی جنگل بود. مردم محلی برای بازسازی حوضه آبخیز خود با دانشمندان همکاری کردند.

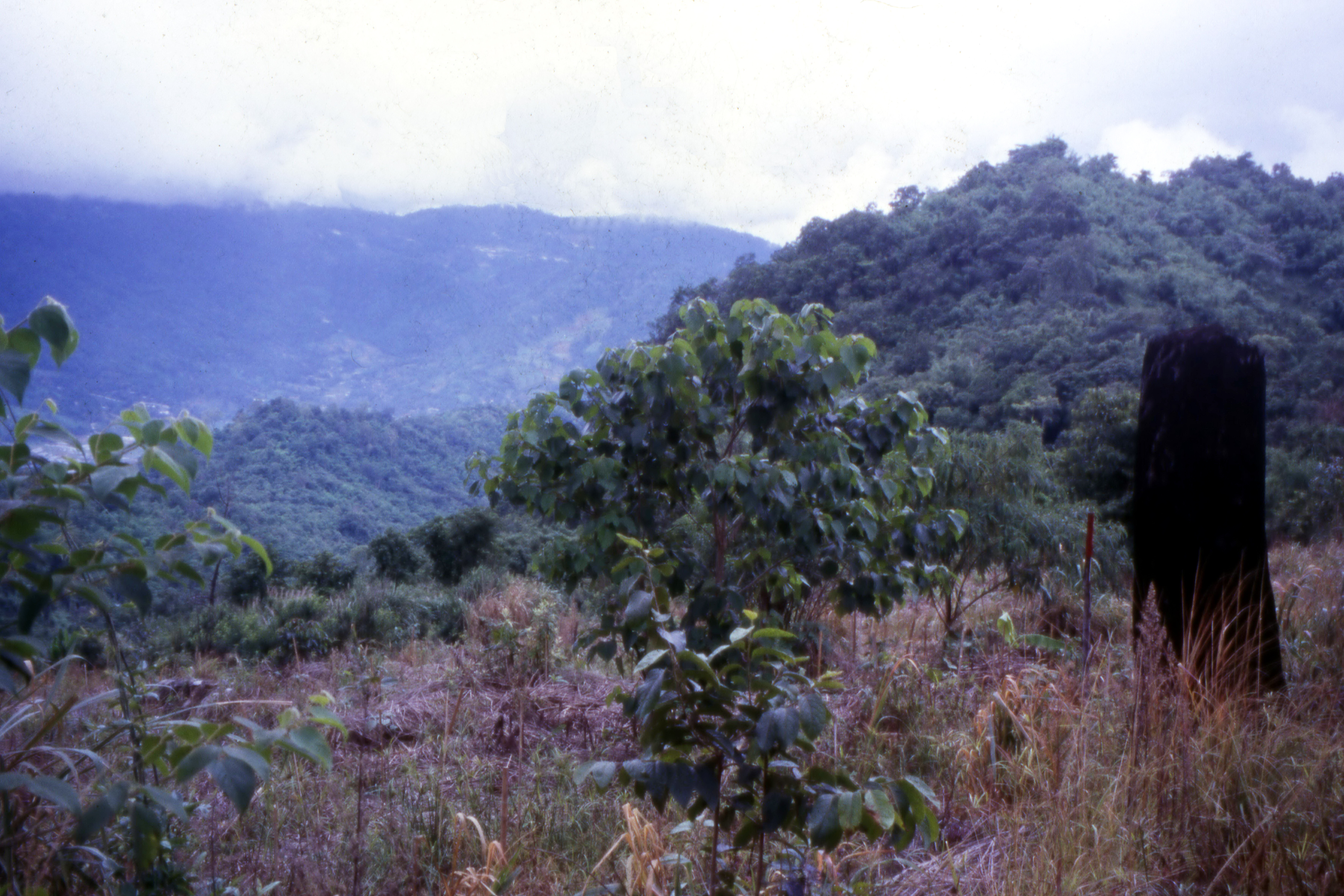
ب) پیشگیری از آتش‌سوزی، بازسازی طبیعی و کاشت گونه‌های درختی چارچوب منجر به رشد درختان بالای تاج علف‌های هرز در طی یک سال شد.

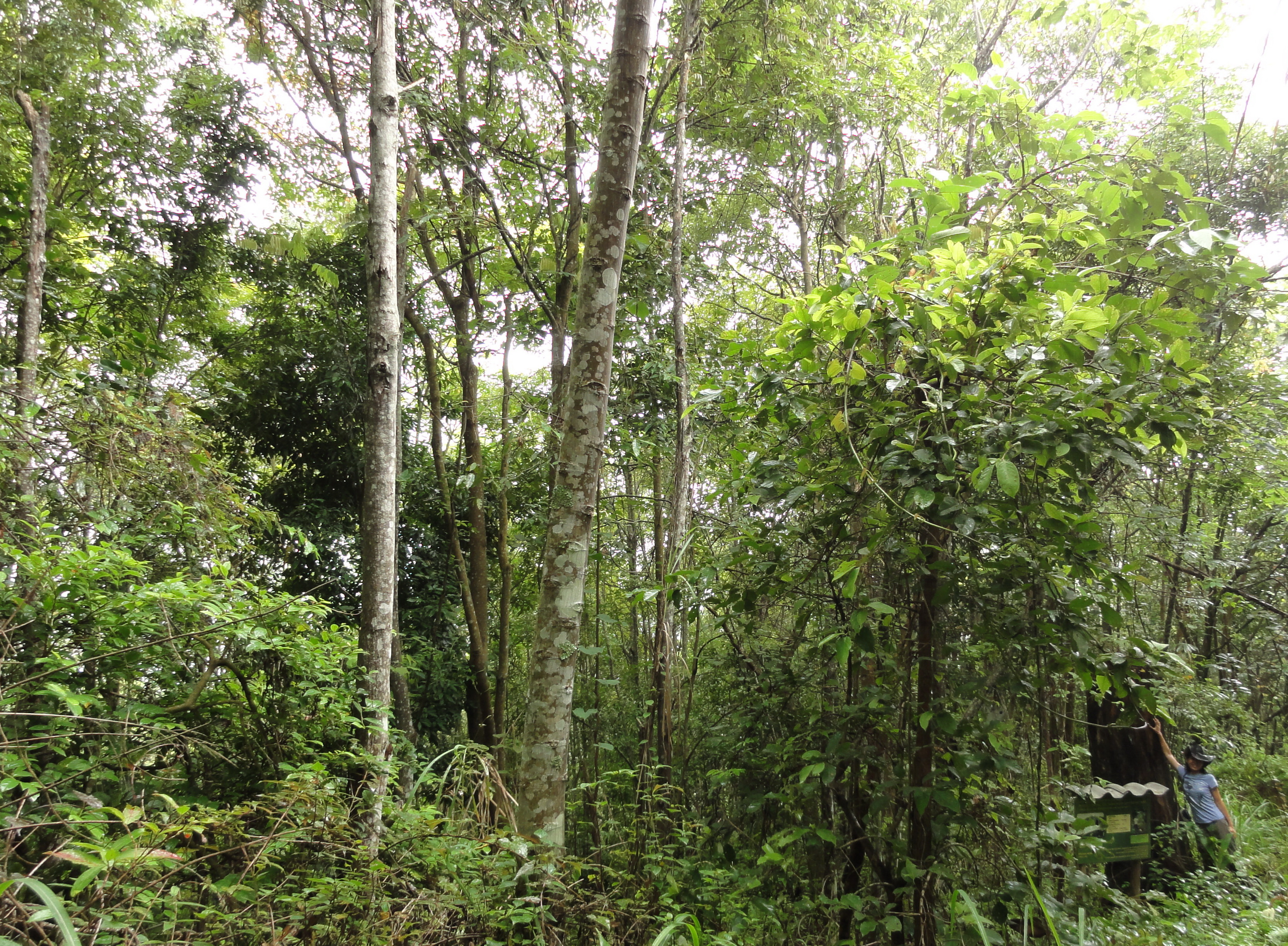
ج) پس از ۱۲ سال، جنگل بازسازی‌شده بر کنده درخت سیاه پوشیده شد.

بازسازی جنگل (به انگلیسی: Forest restoration) به عنوان «اقداماتی برای بازگرداندن فرآیندهای بوم‌شناختی، که بهبود ساختار جنگل، کارکرد بوم‌شناختی و سطوح تنوع زیستی را به سوی جنگل‌های اوج تسریع می‌بخشد»، یعنی مرحله پایانی جانشینی جنگل طبیعی تعریف می‌شود. جنگل‌های اوج (Climax) اکوسیستم‌های نسبتاً پایداری هستند که حداکثر زیست‌توده، پیچیدگی ساختاری و تنوع گونه‌ای را ایجاد کرده‌اند که در محدوده‌های تحمیل‌شده توسط آب و هوا و خاک و بدون مزاحمت مداوم از سوی انسان امکان‌پذیر است (توضیحات بیشتر در اینجا). بنابراین جنگل اوج اکوسیستم هدف است که هدف نهایی بازسازی جنگل را مشخص می‌کند. از آنجایی که آب و هوا عامل اصلی تعیین‌کنندهٔ ترکیب جنگل‌های اوج است، تغییر اقلیم جهانی ممکن است سبب تغییر اهداف بازسازی شود. علاوه بر این، اثرات بالقوه تغییر اقلیم بر اهداف بازسازی باید در نظر گرفته شود، زیرا تغییر دما و الگوهای بارش ممکن است ترکیب و توزیع جنگل‌های اوج را تغییر دهد.
بازسازی جنگل یک شکل تخصصی از بازجنگل‌کاری است، اما با کاشت درختان معمولی تفاوت دارد، زیرا اهداف اولیه آن بازیابی تنوع زیستی و حفاظت از محیط زیست است.